# Гвінед
Гвинед (валл. Gwynedd) — область у складі Уельсу. Розташована на півночі країни. Адміністративний центр — Карнарвон.
Розвинуте виробництво текстилю, електроніки, шиферу, видобуток золота (Долгеллоу), вирощують худобу, овець.
Найпоширенішою мовою є валлійська (61 %).
Особливості: національний парк Сноудонія з найвищою горою Уельсу Сноудон (1085 м) і найбільшим озером Уельсу Лін Тегід (Балу); руїни абатства VI століття, що колись було центром паломництва; замки в Кайрнарвоні, Гарлесі і Криккеті; курорт у Портмеріоні.
Відомі люди — Едуард II, Лоуренс Аравійський.

## Найбільші міста
Міста з населенням понад 3 тисячі осіб:
| № | Місто            | Населення, осіб (2001) |
| - | ---------------- | ---------------------- |
| 1 | Бангор           | 15280                  |
| 2 | Карнарвон        | 9726                   |
| 3 | Бетесда          | 4515                   |
| 4 | Бланау-Вестініог | 3961                   |
| 5 | Пуллхелі         | 3861                   |
| 6 | Тівін            | 3085                   |
| 7 | Портмадоґ        | 3008                   |

## Ситуація з Валлійською мовою
Гвинед має велику кількість людей, які можуть розмовляти валлійською. Згідно з переписом 2021 року, 64.4% населення від трьох років вказали, що вони можуть розмовляти валлійською. Також 64.4% населення за переписом 2011 вказали, що можуть розмовляти валлійською.